# Кокуло
Кокуло (итал. Cocullo) је насеље у Италији у округу Л'Аквила, региону Абруцо.
Према процени из 2011. у насељу је живело 186 становника. Насеље се налази на надморској висини од 889 м.

## Становништво
| 1931. | 1936. | 1951. | 1961. | 1971. | 1981. | 1991. | 2001. | 2011. |
| ----- | ----- | ----- | ----- | ----- | ----- | ----- | ----- | ----- |
| 1.402 | 1.348 | 1.187 | 919   | 613   | 513   | 416   | 317   | 265   |